# Elven
Elven är en kommun i departementet Morbihan i regionen Bretagne i nordvästra Frankrike. Kommunen ligger i kantonen Elven som tillhör arrondissementet Vannes. År 2022 hade Elven 6 543 invånare.
På bretonska heter orten An Elven.

## Befolkningsutveckling
Antalet invånare i kommunen Elven
| Referens: INSEE |